# Vlag van Didam

Vlag van de gemeente Didam

De vlag van Didam is het gemeentelijk dundoek van de voormalige Gelderse gemeente Didam. De vlag werd op 5 augustus 1954 per raadsbesluit aangenomen.
De vlag was mogelijk in oorsprong ontworpen als defileervlag in 1938. Als uitgangspunt werden de kleuren van het wapen van de betreffende provincie genomen, voor Gelderland was dat geel-blauw. In de bovenhoek aan de stokzijde was een kanton waar het gemeentewapen op geplaatst kon worden. 

## Beschrijving
De beschrijving luidt:
"Twee horizontale banen van geel en zwart; in de bovenste baan is aan de stokzijde een witte zgn. "jack" aangebracht, welke is omgeven door een zwarte rand en waarin is aangebracht een rode leeuw van het mannelijk geslacht, welke leeuw is gekroond met een dierenkroon en geel genageld en getongd"

## Verwante afbeelding

Wapen van Didam

Ammerzoden 
· Angerlo 
· Batenburg 
· Beesd 
· Bemmel 
· Bergh 
· Bergharen 
· Beusichem 
· Borculo 
· Brakel 
· Didam 
· Dinxperlo 
· Dodewaard 
· Dreumel 
· Echteld 
· Eibergen 
· Elst 
· Ewijk 
· Geldermalsen 
· Gendringen 
· Gendt 
· Gorssel 
· Groenlo 
· Groesbeek 
· Hedel 
· Heerewaarden 
· Hemmen 
· Hengelo 
· Herwen en Aerdt 
· Heteren 
· Heukelum 
· Hoevelaken 
· Horssen 
· Huissen 
· Hummelo en Keppel 
· Hurwenen 
· Kerkwijk 
· Kesteren 
· Laren 
· Lichtenvoorde 
· Lienden 
· Lingewaal 
· Maurik 
· Millingen aan de Rijn 
· Neede 
· Neerijnen 
· Overasselt 
· Rijnwaarden 
· Rossum 
· Ruurlo 
· Steenderen 
· Ubbergen 
· Valburg 
· Vorden 
· Wadenoijen 
· Wamel 
· Warnsveld 
· Wehl 
· Wisch 
· Zelhem 
· Zoelen